# 高徳寺 (千葉市)
高徳寺（こうとくじ）は千葉県千葉市中央区にある曹洞宗の寺院。詳名は龍興山高徳寺。

## 歴史
千葉満胤の次男、原胤高が開基。1365年（正平20年・貞治4年）の創建と伝えられている。1449年（宝徳元年）に臼井の宗徳寺機然正哲が中興開山した。
1892年（明治25年）、吾妻町から出火した大火で類焼、1894年（明治27年）移築再建、1900年（明治33年）再修築された。

## 境内

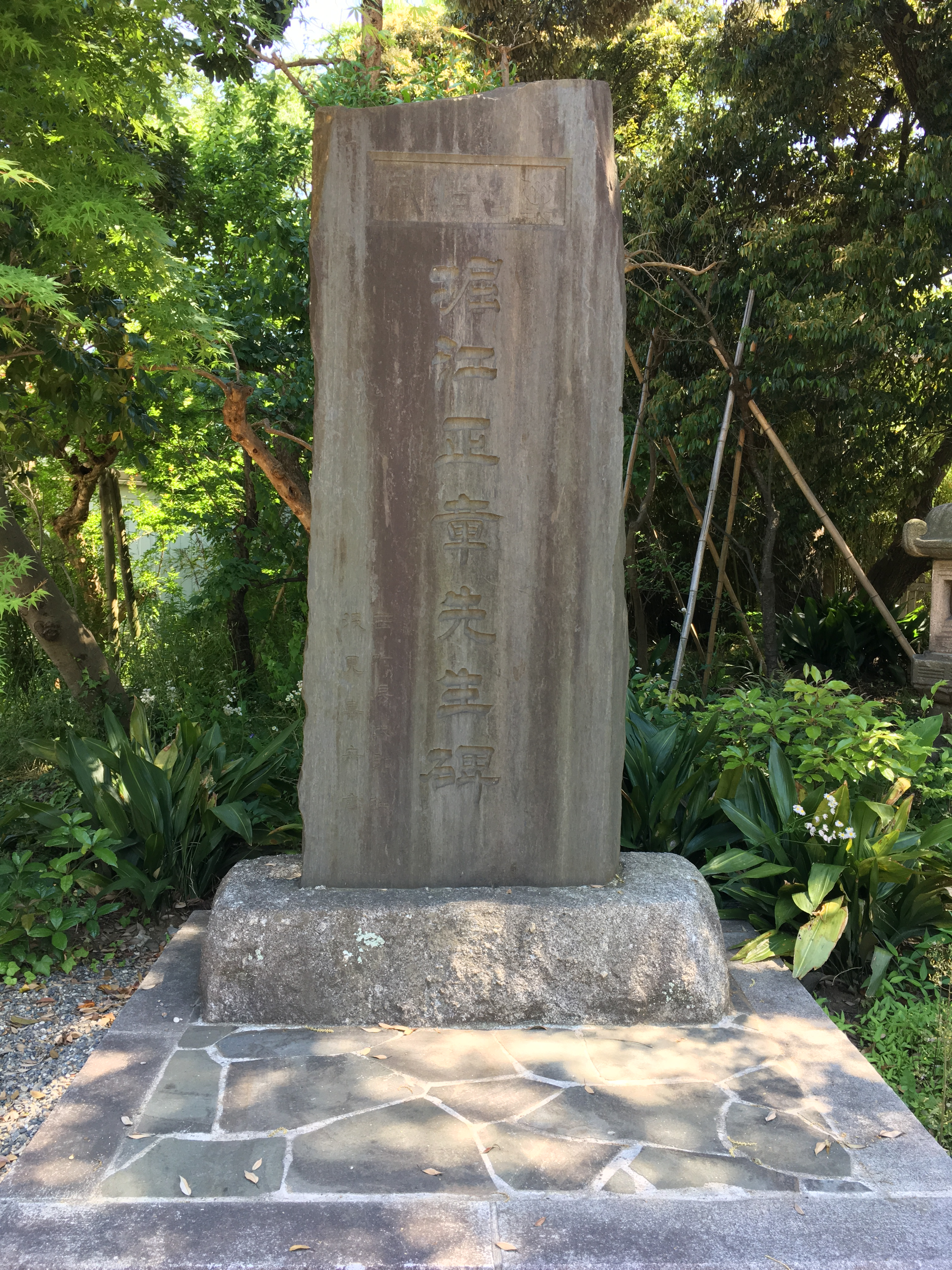
堀江正章先生の碑

境内には閻魔堂があり、六尺くらいの座像のお閻魔様が祀られている。
また、旧制千葉中学校で図画教師として勤務した画家、堀江正章の顕彰碑がある。

## 交通アクセス
- 鉄道
  - JR東日本 外房線 本千葉駅下車 徒歩7分[7]